# يو إف سي في 1998
كان عام 1998 هو العام السادس في تاريخ بطولة القتال النهائي (يو إف سي)، وهي عبارة عن ترويج لفنون القتال المختلطة مقره الولايات المتحدة. في عام 1998، عقدت يو إف سي 3 أحداث بدءاً من يو إف سي 16: معركة في بايو.

## قائمة الأحداث
| #   | الحدث                               | التاريخ        | المكان               | الموقع                                   | الحضور |
| --- | ----------------------------------- | -------------- | -------------------- | ---------------------------------------- | ------ |
| 021 | يو إف سي البرازيل: البرازيل النهائي | 16 أكتوبر 1998 | صالة رياضية برتغالية | ساو باولو، البرازيل                      | —      |
| 020 | يو إف سي 17: ريدمبشن                | 15 مايو 1998   | موبايل سيفيك سنتر    | موبيل، ألاباما، الولايات المتحدة         | —      |
| 019 | يو إف سي 16: معركة في بايو          | 13 مارس 1998   | مركز بونتشارترين     | نيو أورليانز، لويزيانا، الولايات المتحدة | 4٬600  |